# Llenguatge de modelat
Un llenguatge de modelització és qualsevol llenguatge artificial que es pot utilitzar per expressar dades, informació o coneixement o sistemes en una estructura que està definida per un conjunt coherent de regles. Les regles s'utilitzen per interpretar el significat dels components en l'estructura d'un llenguatge de programació.

## Visió general
Un llenguatge de modelització pot ser gràfic o textual.
- Els llenguatges de modelització gràfica utilitzen una tècnica de diagrames amb símbols anomenats que representen conceptes i línies que connecten els símbols i representen relacions i altres notació gràfica per representar restriccions.
- Els llenguatges de modelització textual poden utilitzar paraules clau estandarditzades acompanyades de paràmetres o termes i frases de llenguatge natural per fer expressions interpretables per ordinador.

Un exemple d'un llenguatge de modelatge gràfic i un llenguatge de modelatge textual corresponent és EXPRESS.
No tots els llenguatges de modelatge són executables, i per als que ho són, l'ús d'ells no significa necessàriament que els programadors ja no siguin necessaris. Per contra, els llenguatges de modelització executables estan pensats per amplificar la productivitat dels programadors especialitzats, de manera que puguin abordar problemes més difícils, com ara la computació paral·lela i els sistemes distribuïts.
A la literatura apareix un gran nombre de llenguatges de modelatge.

## Tipus de llenguatges de modelatge

### Tipus gràfics
Exemple de llenguatges de modelització gràfica en l'àmbit de la informàtica, la gestió de projectes i l'enginyeria de sistemes: Behavior Trees, Flowchart, IDEF, Petri nets, Unified Modeling Language, Architecture description language...
Un llenguatge de modelització és qualsevol llenguatge artificial que es pot utilitzar per expressar dades, informació o coneixement o sistemes en una estructura que està definida per un conjunt coherent de regles. Les regles s'utilitzen per interpretar el significat dels components en l'estructura d'un llenguatge de programació.

### Tipus textuals
Els models d'informació també es poden expressar en llenguatges naturals formalitzats, com ara Gellish. Gellish té variants de llenguatge natural com Gellish Formal English i Gellish Formal Dutch (Gellish Formeel Nederlands), etc. Gellish Formal English és un llenguatge de representació d'informació o llenguatge de modelització semàntica que es defineix al Gellish English Dictionary-Taxonomy, que té la forma de una taxonomia-ontologia (de la mateixa manera per a holandès). Gellish Formal English no només és adequat per expressar coneixements, requisits i diccionaris, taxonomies i ontologies, sinó també informació sobre coses individuals. Tota aquesta informació s'expressa en un idioma i, per tant, es pot integrar tota, independentment de si s'emmagatzema en bases de dades centrals o distribuïdes o federades. Els models d'informació en Gellish Formal English consisteixen en col·leccions d'expressions Gellish Formal English, que utilitzen termes de llenguatge natural i frases formalitzades.

## Aplicacions
S'apliquen diversos tipus de llenguatges de modelatge en diferents disciplines, com ara la informàtica, la gestió de la informació, el modelatge de processos empresarials, l'enginyeria del programari i l'enginyeria de sistemes. Els llenguatges de modelització es poden utilitzar per especificar:
- Requisits del sistema,
- estructures i
- conductes.

Els llenguatges de modelatge estan pensats per ser utilitzats per especificar sistemes amb precisió de manera que les parts interessades (per exemple, clients, operadors, analistes, dissenyadors) puguin entendre millor el sistema que s'està modelant.
Els llenguatges de modelatge més madurs són precisos, coherents i executables. S'espera que les tècniques de diagramació informal aplicades amb eines de dibuix produeixin representacions pictòriques útils dels requisits, estructures i comportaments del sistema, que poden ser útils per a la comunicació, el disseny i la resolució de problemes, però no es poden utilitzar amb programació. :539Tanmateix, s'espera que els llenguatges de modelatge executables aplicats amb el suport adequat d'eines automatitzin la verificació i validació del sistema, la simulació i la generació de codi a partir de les mateixes representacions.